# Rio Doce
Pour les articles homonymes, voir Rio Doce (homonymie).
Le rio Doce est un fleuve des États brésiliens du Minas Gerais et d'Espírito Santo. Il a été gravement pollué en 2015 lors de la rupture de deux barrages retenant des déchets toxiques. 

## Géographie
Le rio Doce est un des fleuves principaux du sud-est brésilien. Son bassin versant a une superficie de plus ou moins 83 400 km2, soit une surface un peu supérieure à celle du Benelux et équivalente à celle de l'Autriche.
Le fleuve prend son nom dès la réunion du rio do Carmo et du rio Piranga près de Ouro Preto dans l'État du Minas Gerais. Le rio Piranga est considéré comme son cours supérieur. Il se jette dans l'océan Atlantique à Linhares.

## Affluents
- Rio Xopotó,
- Rio Piracicaba,
- Rio Casca,
- Rio Santo Antônio,
- Rio Manhuaçu,
- Rio do Carmo (rd), 103 km
- Rio Guandu.

## Hydrométrie - les débits mensuels à Colatina
Le débit du fleuve a été observé pendant 4 ans (1938-1941) à Colatina, ville importante de l'État d'Espírito Santo, située à 110 kilomètres de son débouché dans l'océan Atlantique.
Le débit annuel moyen ou module observé à Colatina durant cette période était de 810 m3/s pour un bassin versant de 77 400 km2, soit 92 % de la totalité du bassin du fleuve.
La lame d'eau écoulée dans l'ensemble du bassin du rio Doce atteint ainsi le chiffre de 330 millimètres par an, ce qui peut être considéré comme modéré.
Le rio Doce est un cours d'eau relativement régulier, avec une période d'étiage de près de trois mois allant de juillet à septembre et correspondant à la saison sèche de l'hiver austral. Le débit mensuel moyen des mois de la période des basses eaux est plus ou moins 3,5 fois inférieur au débit mensuel moyen de la période de crue (septembre : 424 m3/s - janvier : 1 416 m3/s). Sur la durée d'observation de 4 ans, le débit mensuel minimum a été de 312 m3/s (septembre 1940), tandis que le débit mensuel maximal se montait à 1 770 m3/s et a été observé en janvier 1939.

## Catastrophe écologique

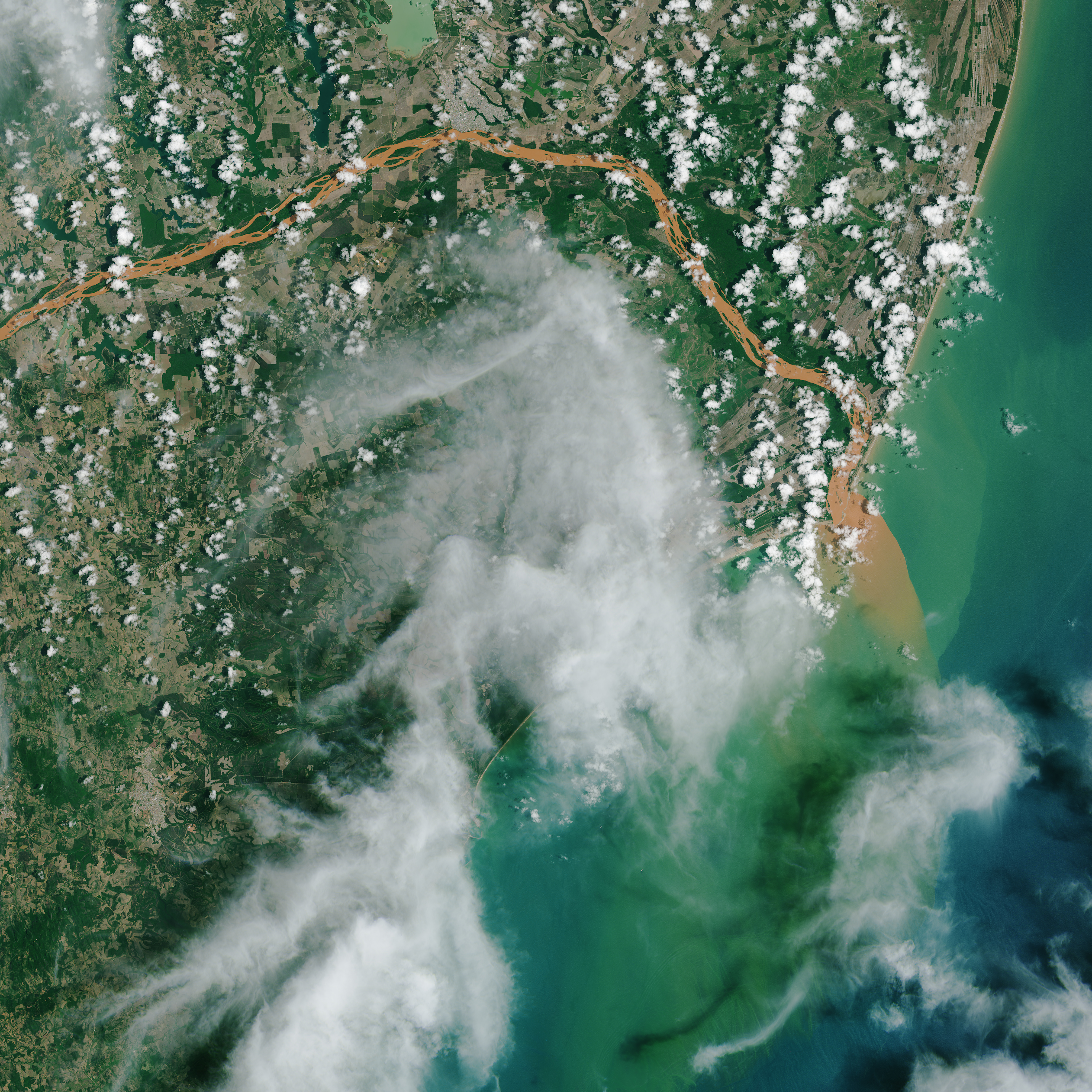
Embouchure du rio Doce après la rupture des barrages.

En novembre 2015, deux barrages qui contenaient des déchets miniers toxiques se sont rompus, polluant le fleuve sur plus de 600 kilomètres et tuant des millions de poissons. Quelque 250 000 personnes sont affectées par des pénuries d'eau,.